# Thierry Uvenard
Thierry Uvenard (* 24. März 1964 in Le Havre) ist ein ehemaliger französischer Fußballspieler und späterer -trainer.

## Spielerkarriere
Uvenard wuchs in Le Havre auf, wo er im Alter von zehn Jahren das Fußballspielen bei einem kleinen Klub namens Cheminot begann. Von dort aus wechselte er 1978 mit 14 Jahren in die Jugendabteilung des Le Havre AC. Er musste bis 1987 warten, dass er mit 23 Jahren in den Erstligakader aufgenommen wurde. Auch wenn er derart lange zum Sprung ins erste Team brauchte, avancierte er direkt zum Stammspieler, musste aber 1988 zugleich den ersten Abstieg seiner Laufbahn hinnehmen. Zwar konnte er in der zweiten Spielklasse seine Stellung in der Mannschaft zunächst behalten, scheiterte mit seinem Verein jedoch am Wiederaufstieg. Weil er mit Verletzungen zu kämpfen hatte, kam er in den darauffolgenden Spielzeiten auf wesentlich seltenere Einsätze, konnte allerdings 1991 den Wiederaufstieg feiern. Im Anschluss daran war Uvenard zuerst in einer guten Saison und dann in einem Jahr im Abstiegskampf wieder gesetzt.
Von 1993 an war er vor allem unter Trainer Guy David nicht mehr im Kreis der Stammspieler vertreten und lief lediglich noch unregelmäßig für den Erstligisten auf, dem er dennoch treu blieb. Nachdem er in der Spielzeit 1997/98 nicht mehr über vier Partien hinaus gekommen war, beendete er 1998 mit 34 Jahren eine Karriere, die er ausschließlich bei Le Havre bestritten hatte und in deren Verlauf er auf 150 Erstligaspiele mit acht Toren sowie 71 Zweitligaspiele mit vier Toren kam.

## Trainerkarriere
Nach seinen 20 Jahren als Spieler beim Le Havre AC führte Uvenard direkt im Anschluss an das Ende seiner aktiven Laufbahn seine Karriere dort fort und wurde als Trainer der C-Jugendlichen angestellt und noch im selben Jahr zum Co-Trainer der ersten Mannschaft befördert. Diesen Posten bei der mittlerweile zweitklassigen Auswahl gab er 2004 auf, um in den Jugendbereich zurückzukehren. Als Ersatz für Philippe Hinschberger kehrte er im April 2005 als Cheftrainer zur ersten Mannschaft zurück und rettete den Klub zum Saisonende 2004/05 vor dem Absturz in die Drittklassigkeit. Der angestrebte Aufstieg in die höchste französische Spielklasse gelang ihm jedoch selbst nicht, sodass er 2007 sein Amt niederlegte und stattdessen Sportdirektor wurde. Ein Jahr darauf folgte er dem Ruf seines ehemaligen Teamkameraden Alain Casanova und wurde an dessen Seite Co-Trainer beim FC Toulouse, womit er Le Havre nach insgesamt 30 Jahren den Rücken kehrte. Seine Funktion in Toulouse nahm er wahr, bis er im März 2015 gemeinsam mit Casanova entlassen wurde.

## Engagement im Extremsport
Neben seiner Laufbahn als Fußballer betätigte sich Uvenard auch als Marathonläufer und nahm darüber hinaus an 24-Stunden-Läufen teil. Bei einer Veranstaltung im Jahr 2008 lief er mit 44 Jahren eine Strecke von 165 Kilometern innerhalb eines Tages.